# مارسيلو سيبوني
مارسيلو سيبوني (بالإيطالية: Marcello Siboni)‏ ولد بتاريخ 6 يناير 1965 في تشيزينا، إيطاليا، هو دراج إيطالي سابق.

## روابط خارجية
- مارسيلو سيبوني على موقع أرشيف الدراجات (الإنجليزية)
- مارسيلو سيبوني على موقع إحصائيات الدراجات الإحترافية (الإنجليزية)
- مارسيلو سيبوني على موقع CycleBase (الإنجليزية)